# سانلند-تاهانگا (لس آنجلس)
سانلند-تاهانگا (به انگلیسی: Sunland-Tujunga) یک منطقهٔ مسکونی در ایالات متحده آمریکا است که در لس آنجلس، کالیفرنیا واقع شده‌است. سانلند-تاهانگا ۵۹٬۰۸۷ نفر جمعیت دارد. این محله در سال ۱۹۰۷ بنیانگذاری شده است.